# Montemno Lake
Der Montemno Lake (englisch; bulgarisch езеро Монтемно esero Montemno) ist ein in südost-nordwestlicher Ausrichtung 190 m langer, 70 m breiter und 0,96 Hektar großer See auf der Livingston-Insel im Archipel der Südlichen Shetlandinseln. Auf der Byers-Halbinsel liegt er 230 m nordöstlich des Oread Lake, 3 km nordöstlich des Dometa Point und 3,25 km südlich des Nedelya Point unmittelbar westlich der Urvich Wall. Der Bedek Stream entwässert ihn in nördlicher Richtung zur Barclay Bay.
Die bulgarische Kommission für Antarktische Geographische Namen benannte ihn 2020 nach dem Römerlager Montemno im Norden Bulgariens.